# 永顺县 (越南)
永顺县（越南语：／）是越南坚江省下辖的一个县。

## 地理
永顺县北接塸槁縣，西接乌明上县，东接薄寮省洪民县，南接金瓯省太平县。

## 历史
2007年4月6日，以明顺社、永和社、和政社3社和安边县2社、安明县1社析置乌明上县。
2009年6月29日，永平南社析置平明社。

## 行政区划
永顺县下辖1市镇7社，县莅永顺市镇。
- 永顺市镇（Thị trấn Vĩnh Thuận）
- 平明社（Xã Bình Minh）
- 丰东社（Xã Phong Đông）
- 新顺社（Xã Tân Thuận）
- 永平北社（Xã Vĩnh Bình Bắc）
- 永平南社（Xã Vĩnh Bình Nam）
- 永丰社（Xã Vĩnh Phong）
- 永顺社（Xã Vĩnh Thuận）